# Joop Worrell
Marinus Johannes Christiaan (Joop) Worrell (Amsterdam, 18 juni 1938 – Woudrichem, 17 januari 2022) was een Nederlands politicus voor de PvdA.
In de periode 1974-1989 was hij Tweede Kamerlid voor deze partij. Als parlementariër hield hij zich onder meer bezig met sportaangelegenheden, oorlogsgetroffenen, welzijn en onderwijs. Tijdens zijn Kamerlidmaatschap was hij tevens voorzitter van de vaste Kamercommissie voor Welzijn en Cultuur en lid van de Raadgevende Vergadering van de Raad van Europa. Hij kreeg landelijke bekendheid door de indiening van diverse initiatiefwetsvoorstellen die uiteindelijk tot wet werden verheven, zoals de Kaderwet Volwasseneneducatie, de Wet op de jeugdhulpverlening en zijn inbreng voor de Wet uitkering burgerslachtoffers 1940-1945. Bij zijn afscheid als Tweede Kamerlid werd hij benoemd tot Ridder in de Orde van de Nederlandse Leeuw.
Van 1989 tot 2001 was Worrell burgemeester van de Noord-Brabantse gemeente Woudrichem. Hij vervulde tal van bestuurlijke nevenfuncties binnen onder andere de Stichting ICODO, Cogis, Somma, KNVB, NISB, de rijdende school en Stichting MEE.
Van oktober 2000 tot december 2009 was hij voorzitter van de Stichting Rechtsherstel Sinti en Roma, die daarna doorging onder de naam Nederlands Instituut Sinti en Roma (NISR). Op 1 januari 2010 werd hij voorzitter van de Raad van Toezicht van het NISR. Het NISR is per 1 oktober 2012 opgeheven.
- Parlement.com: vg09llfqhcyr

- Parlement.com: vg09llfqhcyr